# جوجی (دوره)
جوجی (به ژاپنی: 貞治 Jōji)، نام یک عصر تاریخی ژاپنی دربار شمالی در طی دوره نانبوکوچو بود. این عصر بعد از کوآن (۱۳۶۲-۱۳۶۱) و قبل از اوآن قرار داشت و از سپتامبر ۱۳۶۲ تا فوریه ۱۳۶۸ میلادی به طول انجامید. در طی این عصر امپراتور دربار شمالی در کیوتو، امپراتور گو-کوگین و امپراتور دربار جنوبی امپراتور گو-موراکامی بود.